# 艾奧瓦號戰艦 (BB-4)
愛荷華號戰艦（USS Iowa，舷號BB-4）是一艘隸屬於美國海軍的戰艦，它原本是以印第安納級戰艦四號艦的身份起造，但因為其設計較其他同級艦先進許多，因此最後被視為是一個獨立的級別，沒有其他同級艦。她是美軍第一艘以美國第29個聯邦州、愛荷華州為名的軍艦。
愛荷華號在1893年在費城的克雷普父子造船廠（William Cramp & Sons Ship & Engine Building Co.）開始建造，並在1896年下水，最終在1897年服役。接著愛荷華號參與了美西戰爭，並在聖地牙哥海戰中表現活躍。戰後愛荷華號曾作多次改裝，最後在1919年退役，轉為靶艦。1923年愛荷華號在美軍演習中，遭密西西比號擊沉。